# 이주영 (북위)

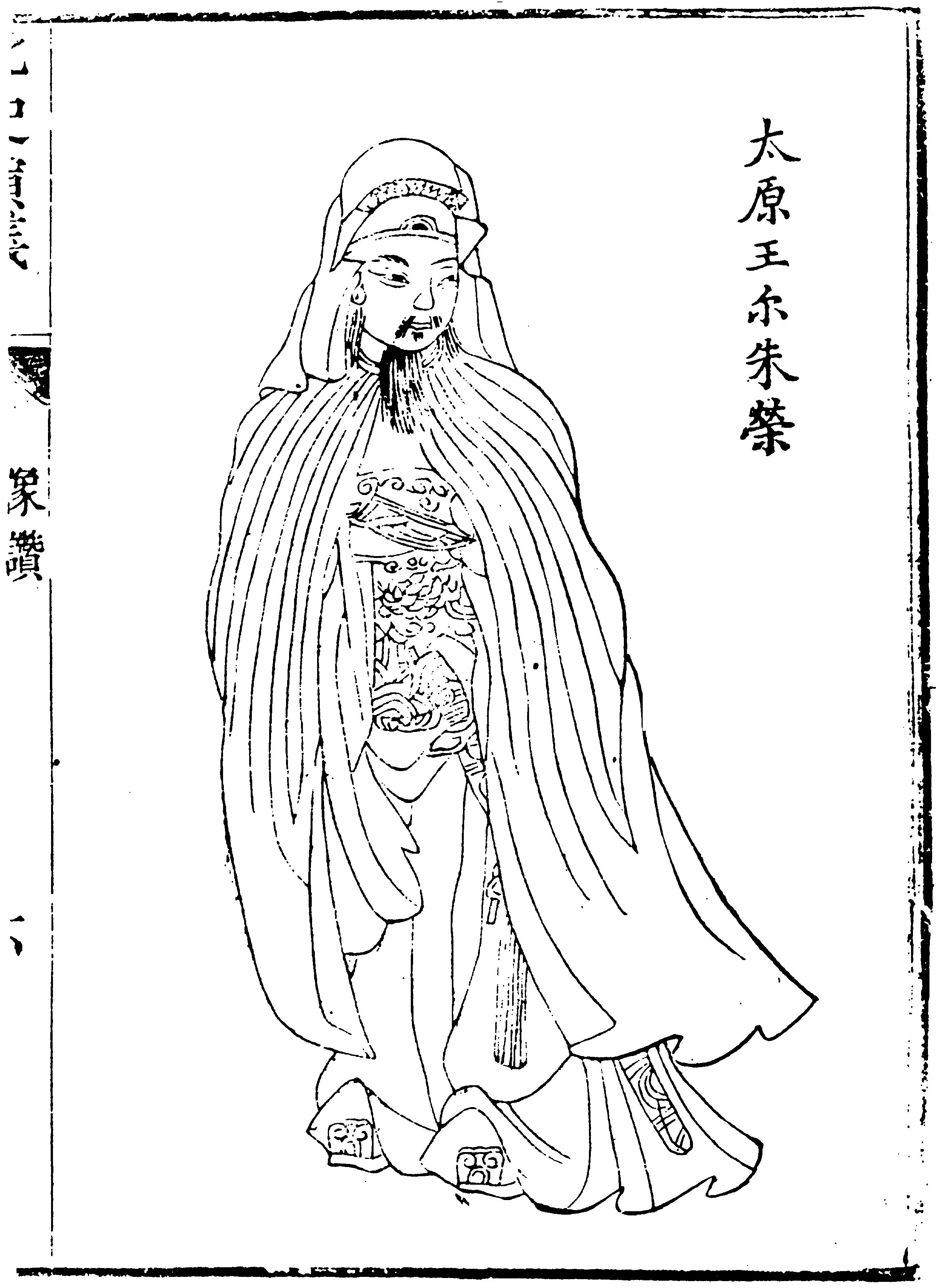
이주 영

위 진무왕 이주 영(魏 晉武王 爾朱榮, 493년 ~ 530년 9월 25일)은 중국 남북조 시대 북위의 군인·장군·군벌이자 권신(權臣)으로, 자는 천보(天寶)이며, 사주(肆州) 수용군(秀容郡) 북수용현(北秀容縣, 지금의 산서성 흔주시 흔부구) 사람이다. 그는 흉노계 부족이자 선비화한 갈족인 글호(契胡, 갈호(羯胡)·계호(稽胡)·보락계(步落稽)라고도 한다)의 추장으로, 528년 효명제가 어머니 영태후에게 살해되자, 이주영은 그녀를 타도하고 원자유를 황제의 자리에 앉혔으나(효장제), 동시에 효장제의 형제들을 포함한 많은 황족들과 관료들을 학살하고(하음의 변) 본인이 직접 혹은 간접적으로 측근을 통하여 대부분의 실권을 장악하였다. 이후 그는 효명제 연간에 일어난 육진의 난 등 수많은 여러 민란들로 인해 분열된 북위를 재건하는 데 많은 기여를 하였다. 그러나 530년, 이주영이 결국 황위를 찬탈할 것이라고 여긴 효장제는 이주영을 속여 궁전으로 유인하고 매복해 있다가 그를 습격하여 죽였다. 그러나 그 후, 사촌 이주세륭과 조카 이주조가 이끄는 이주씨 일족들은 효장제를 무찌르고 그를 시해하였다.

## 생애
523년 북위에서는 옥야진(沃野鎭, 지금의 내몽골 자치구 바얀누르시 오원현 동북쪽) 주민들의 거병이 있었다. 수령 파륙한발릉의 지휘 아래 반란군들은 수비대장을 살해하였고, 이들의 움직임에 홀려 기타 여러 진들에도 전염되었다.(6진의 난)
결과적으로 이 반란 자체는 530년 장군 이주영이 진압했으나, 그 후 북위에 대한 양나라 군대의 침공이 있었고, 또한 국내는 정권을 장악한 이주씨 일파의 전횡이 일어나 북위가 동서로 분열하여 멸망하는 원인이 되었다.
영태후는 효명제를 독살하고 후계자를 세우지만 육진의 난의 진압 과정 중 대군벌으로 성장한 이주영이 군대를 이끌고 낙양에 들어와 효장제를 옹립했다.
이주영은 528년 태후와 후계자를 황하에 던져버리고, 승상 이하 대신 1,000명을 살해하는 하음의 변을 일으켜 반대파를 제거하였고 6진의 난까지 평정하고 진양(晉陽)에서 조정을 움직였으나 휘하 장수 고환이 그 폭정을 비판하여 이주씨와 대립하였다.
사후 532년 고환은 낙양에 들어와 이주씨에 의해 세워진 절민제를 폐위하고 효무제를 세웠으며, 이주씨 일당을 각지에서 격파하여 정권은 그에게로 넘어갔다.

## 가족

### 아내
- 북향군장공주(北鄕郡長公主)

### 아들
- 이주보리(爾朱菩提)
- 이주차라(爾朱叉羅)
- 이주문수(爾朱文殊)
- 이주문창(爾朱文暢)
- 이주문략(爾朱文略)

### 딸
- 이주영아